# San Domenico (Chioggia)
El santuario de San Domenico es un santuario, en la isla del mismo nombre, en la ciudad lagunera de Chioggia. El crucifijo del siglo XIV que se conserva en él es muy venerado por los ciudadanos locales.

## Historia
Las primeras noticias proceden de 1287, año en el que se decidió fundar en esta isla (antiguamente propiedad de los benedictinos de Venecia) un convento dominico que a partir de entonces pasó a llamarse Isla de San Domenico. Esta pequeña isla está situada al noreste de la ciudad de Chioggia y alguna vez fue fundamental para el largo puente que partía de aquí y conectaba con el cercano asentamiento de Clodia minor (Sottomarina ); destruido durante la guerra entre genoveses y venecianos (1378-81) y nunca reconstruido.«Chiesa di San Domenico». Sottomarina.net.
En 1291 se terminaron tanto el convento como la iglesia, de estilo románico; Ambos resultaron dañados posteriormente en la guerra de Chioggia.
Aquí fue enterrado en 1569 el obispo y teólogo florentino Jacopo Nacchianti, que había dirigido la diócesis de Chioggia de 1544 a 1569.

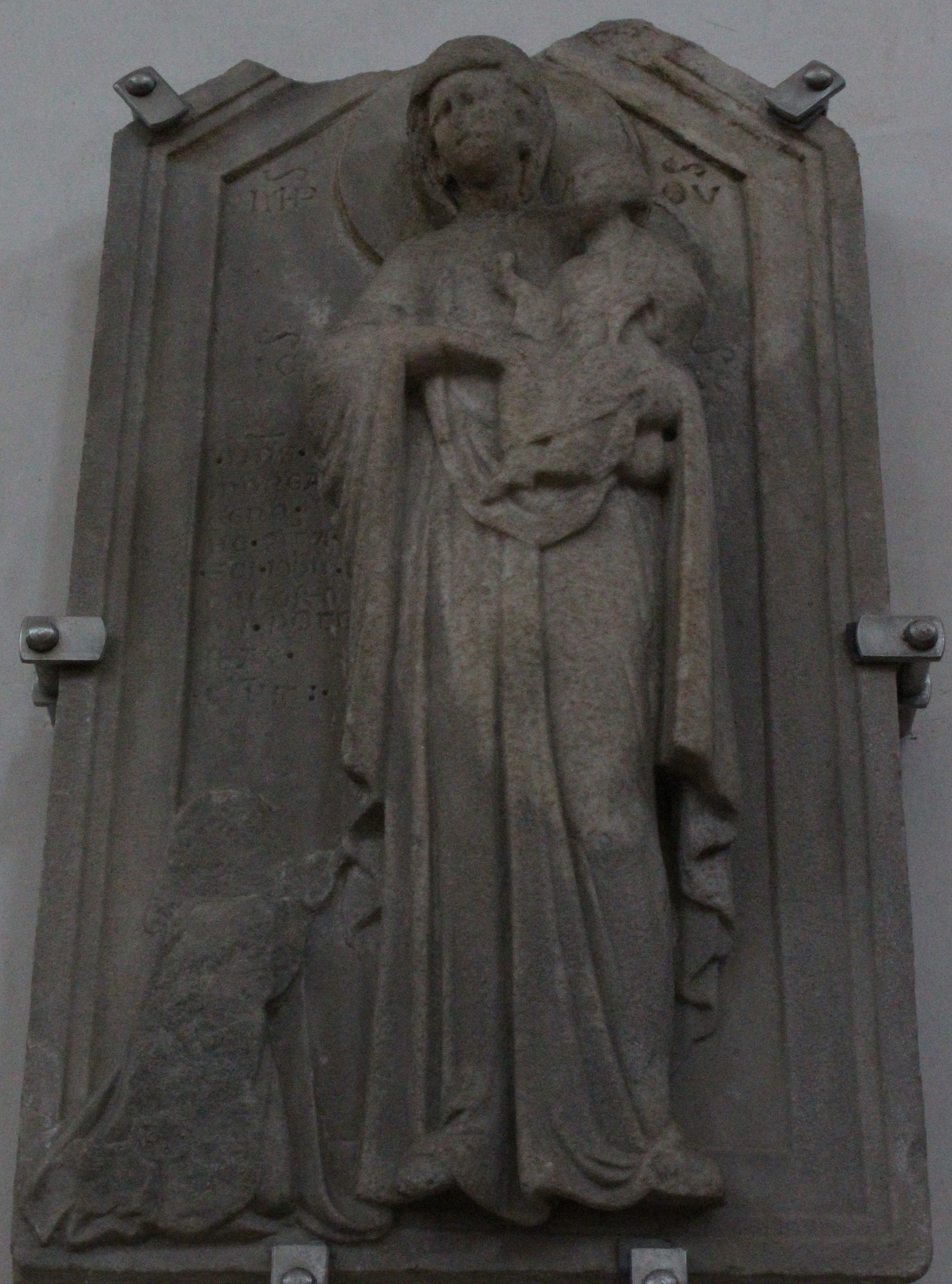
Bajorrelieve fechado en 1290 que conmemora la reconstrucción del puente entre Chioggia y Sottomarina con la figura arrodillada del podestà de la época Andrea Zeno

Quedó dañada debido también a un incendio a mediados del siglo XVII, se decidió reconstruirla. El proyecto fue confiado por los dominicos al veneciano Pietro Pelli, que también trabajaba al mismo tiempo en el diseño de la iglesia de San Giacomo Apostolo, también en Chioggia.

Al mismo tiempo que la iglesia, también se construyó el convento, que sin embargo vio la destitución de los frailes dominicos en 1770 por decreto del Senado de la Serenísima. Se transformó definitivamente con la llegada de las tropas francesas en zona militar, quedando como tal como cuartel general local de la Guardia di Finanza. La jurisdicción de la iglesia pasó entonces de los frailes dominicos al obispo de Chioggia, con un pequeño interludio de dos años de 1864 a 1866, en el que fue oficiada por los padres jesuitas, volviendo luego definitivamente a los sacerdotes de la diócesis que gestionaban lo con el título de rectores independientes.

## Descripción

### Campanario

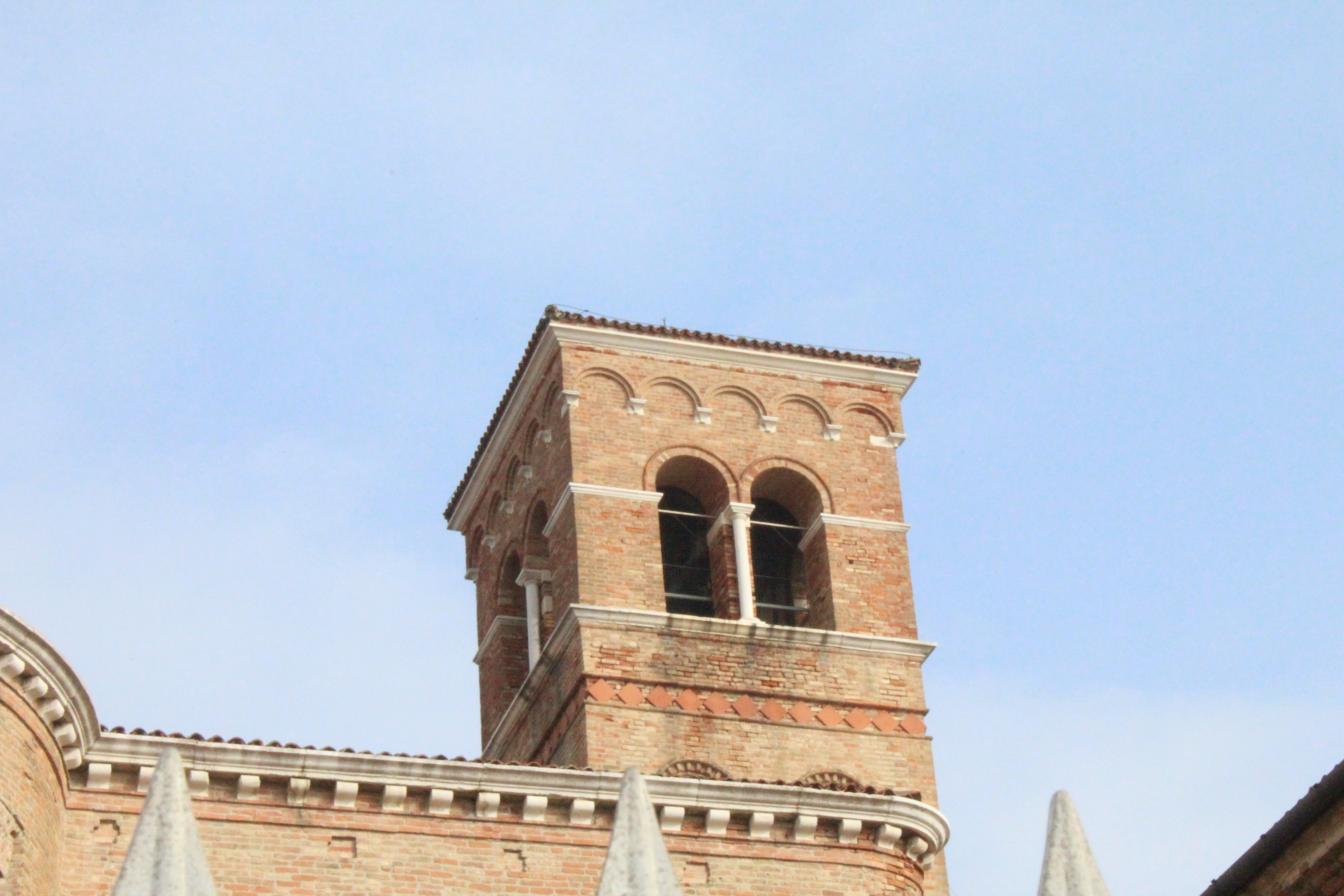
Campanario

El campanario del siglo XIV, el más antiguo de la ciudad después del de San Andrea, conserva vestigios del antiguo templo. Habiendo sobrevivido a la Guerra de Chioggia, fue remodelada y restaurada entre 1497 y 1503 por el maestro de obras Giorgio di Menagio, como demuestra la placa situada en el lado sur de la torre. La torre es cuadrada y de 29 metros de altura, adornada con surcos verticales y rematada con arcos; en el campanario alberga tres campanas apodadas María Rosaria, María Crocefissa y María Dominicana respectivamente, engastadas en las notas Si bemol, La bemol y Sol bemol.

### Interior

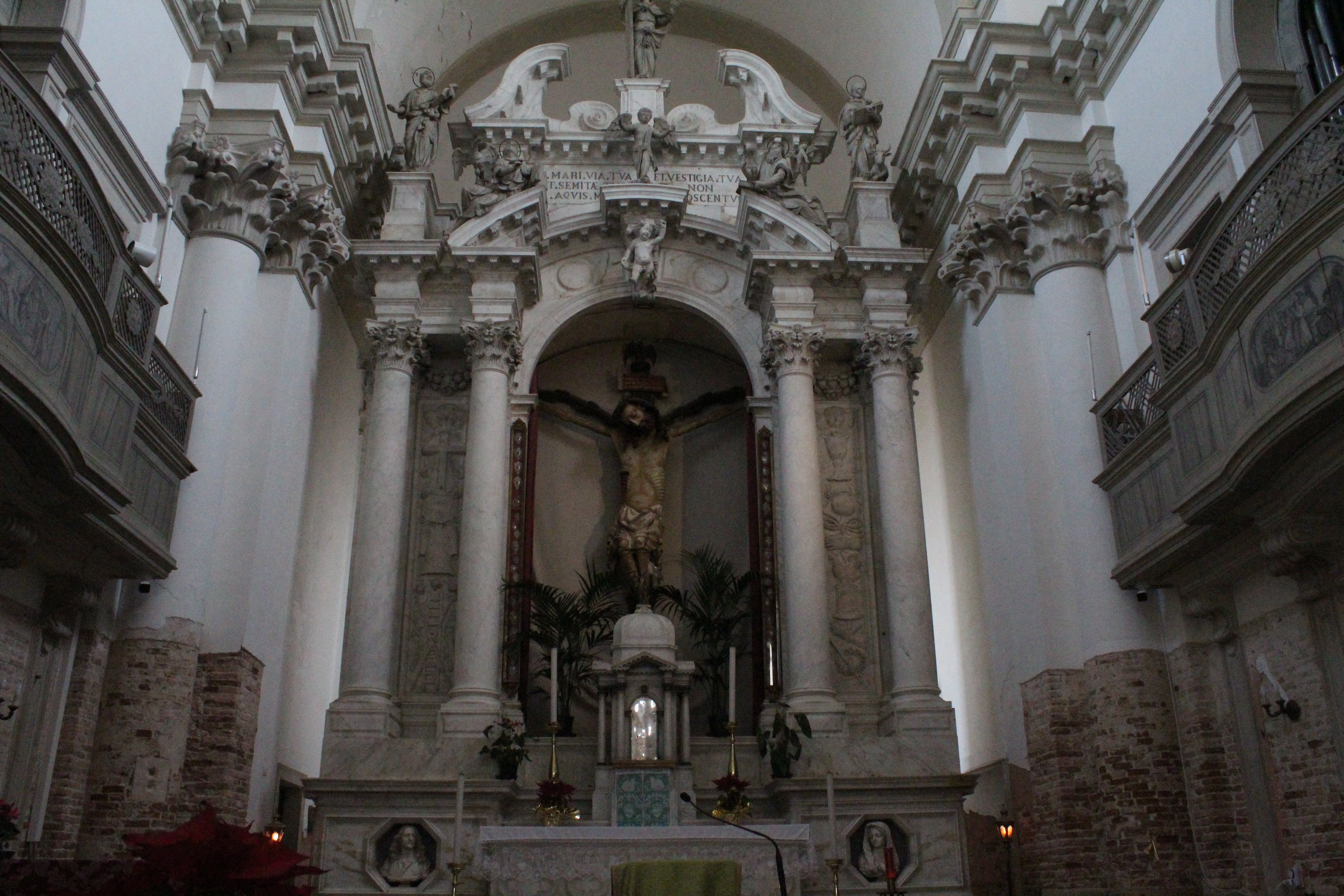
Altar mayor

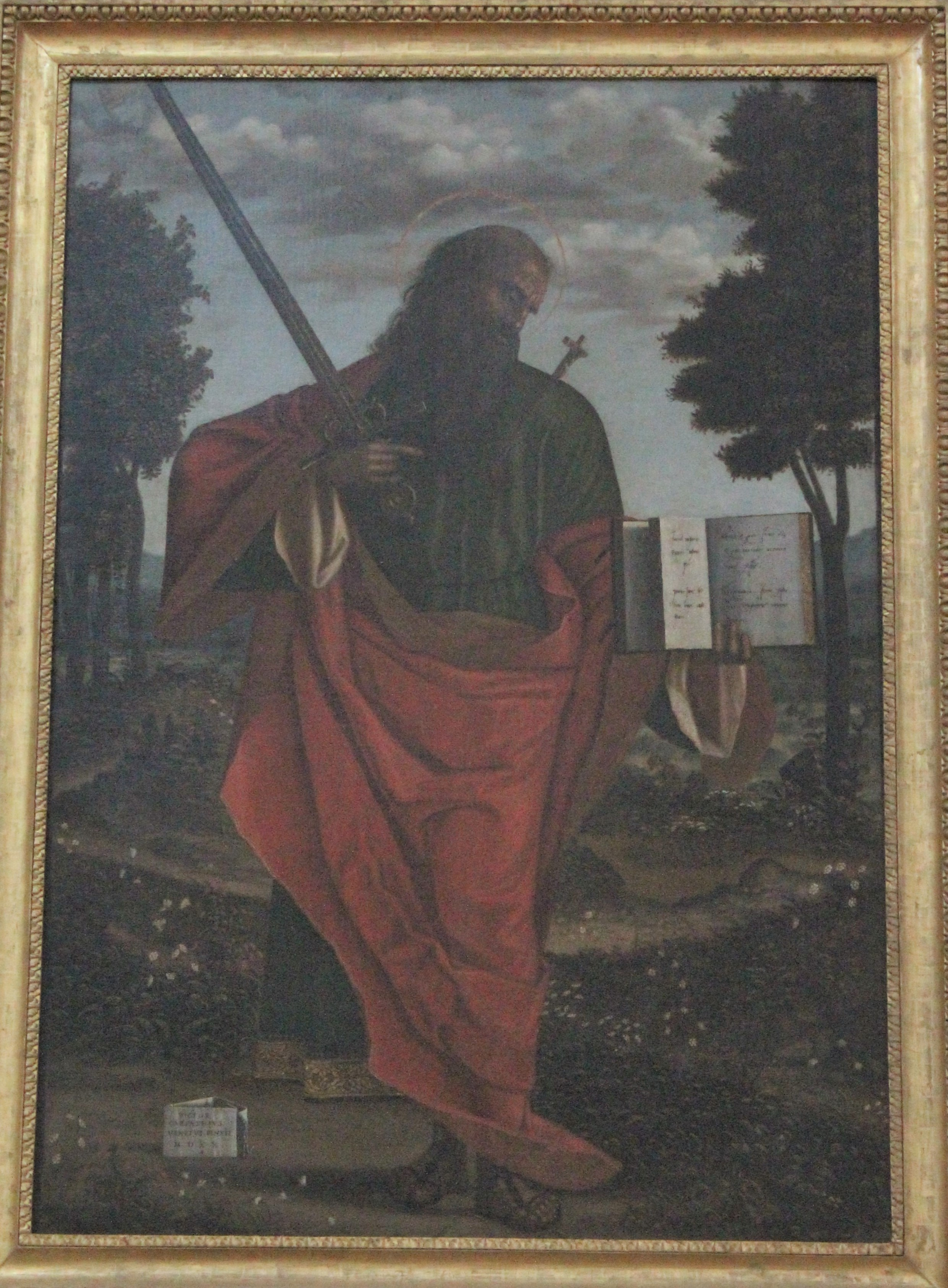
San Pablo estigmatizado por Vittore Carpaccio

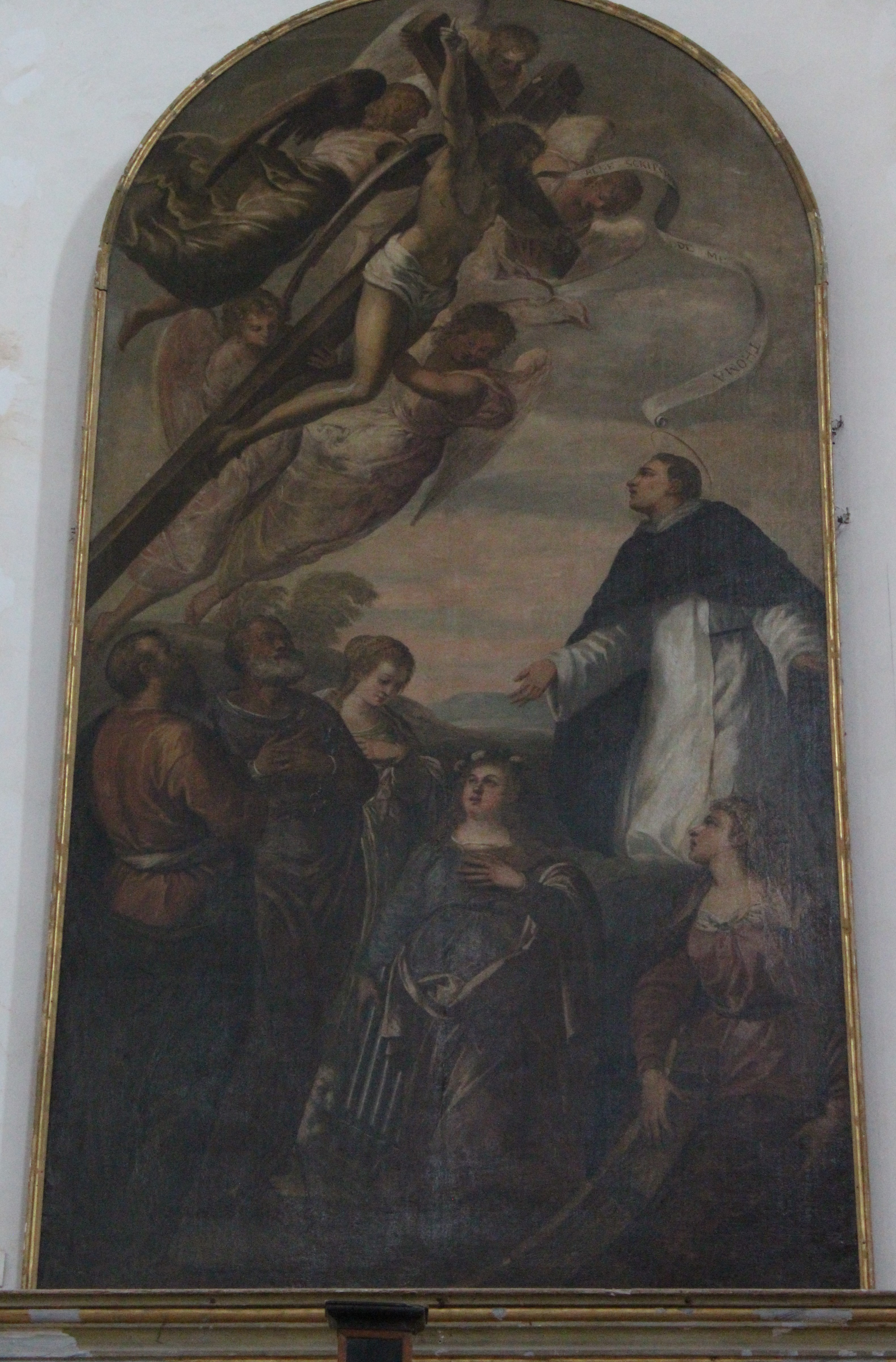
El éxtasis de Santo Tomás de Domenico Tintoretto

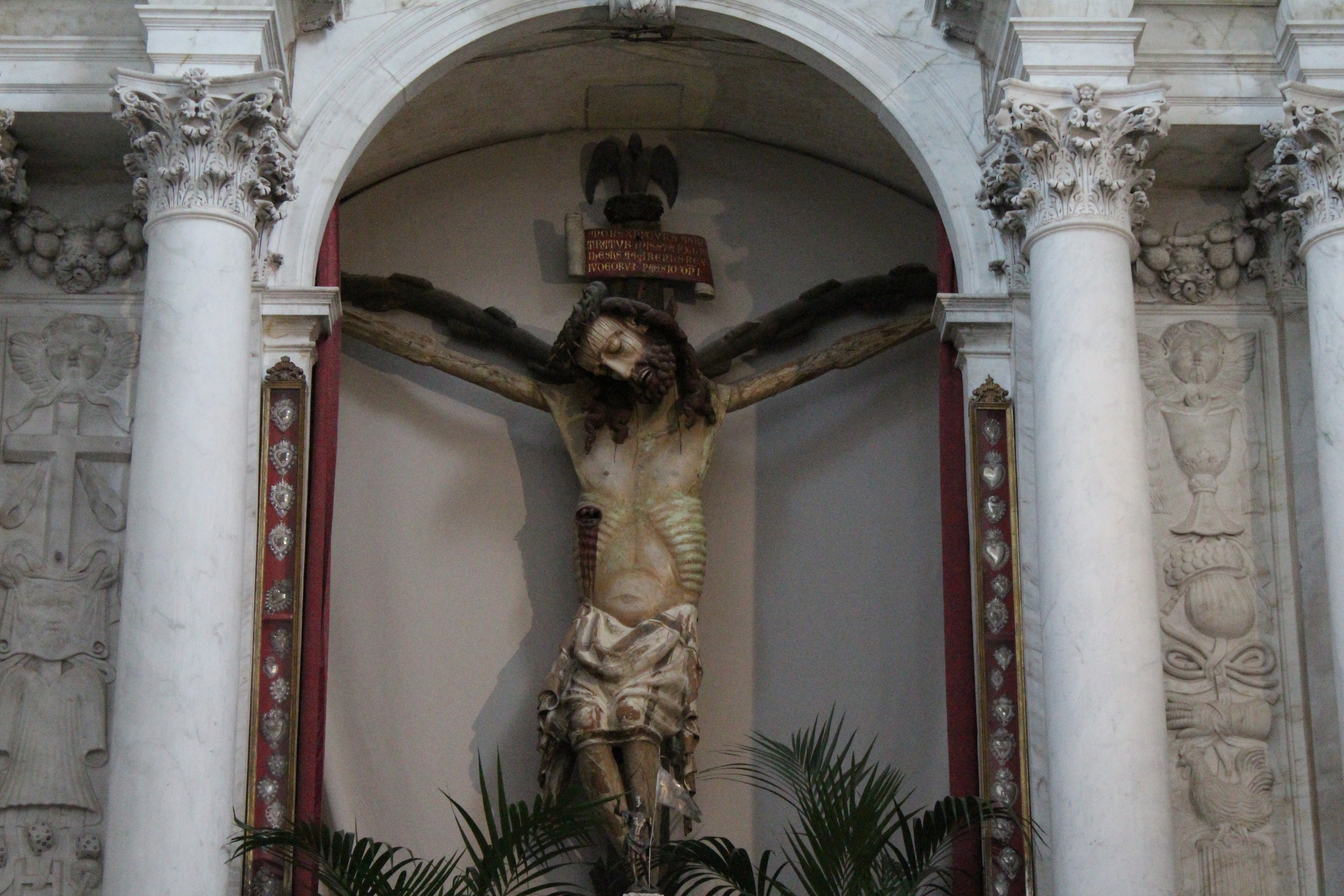
el crucifijo

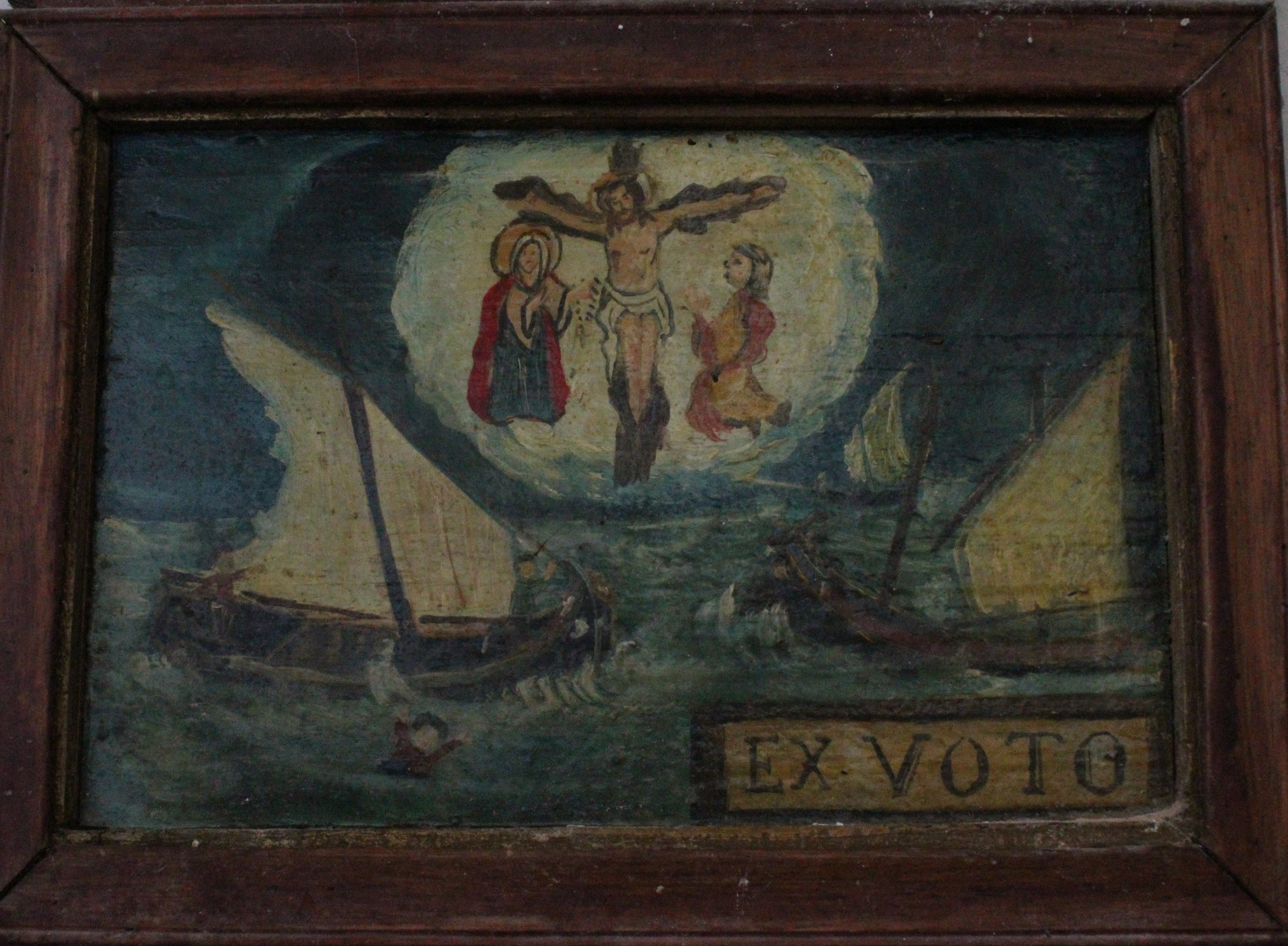
Ex voto o en dialecto local "tolèla".

Tiene planta rectangular, de 25 metros de ancho, 55 metros de largo y 21 metros de alto. Está adornado con varios altares, dispuestos en el sentido de las agujas del reloj de la siguiente manera:
- Altar de San Pedro Mártir con retablo pintado por Andrea Vicentino;
- Altar de San Domenico con una estatua de 1910 del escultor Arturo Ferraroni basada en un diseño de Aristide Naccari. El gran crucifijo que ahora se encuentra en el altar mayor estuvo ubicado en este lugar hasta 1812;
- Altar de San Vincenzo Ferreri con retablo de Chioggiotto Antonio Vianelli;

- Altar mayor de mármol blanco de Carrara, adquirido en 1812 en la suprimida iglesia capuchina de Pianto en Venecia, que enmarca el gran Crucifijo, entre las columnas hay bajorrelieves que representan los símbolos de la pasión. En la parte superior las palabras latinas del Salmo 77.22 que citan: "En el mar está tu camino, en muchas aguas tus sendas; pero tus huellas no se pueden conocer";

- Altar del Sagrado Corazón con Santa María Alacoque completo con retablo que reproduce un cuadro de Antonio Ciseri.
- Altar de estilo barroco de la Virgen del Rosario, adornado con mármol rojo de Verona, con la estatua de madera de Angelo Righetti de mediados del siglo XX, alrededor del altar hay 15 pequeños cuadros que representan los misterios del rosario;[2]
- Altar de San Carlo con retablo de Andrea Vicentino.[3]

## Obras pictóricas
La iglesia está adornada con otras pinturas. En la contrafachada hay cuatro obras de Pietro Damini fechadas en 1619-20, que representan: Santo Domingo entregando un rosario a una personificación del Estado veneciano, San Jacinto de Polonia salvando naufragios, un episodio de la guerra contra los albigenses y un milagro de Santo Domingo. Sobre la puerta de entrada se puede admirar la muerte de San Domenico de un artista desconocido.
En la pared norte se encuentra el prestigioso lienzo (188 x 134 cm) de Vittore Carpaccio que representa al estigmatizado San Pablo fechado en 1520. A la derecha del altar mayor se puede observar la deposición de Jesús desde la cruz realizada por Leandro Bassano.
A la izquierda del altar mayor hay un lienzo de Domenico Tintoretto titulado El éxtasis de Santo Tomás.   el crucifijo  El crucifijo insertado en la hornacina del altar mayor mide 4,87 metros de alto, 3,50 metros de ancho y pesa 180 kg. El cuerpo de Cristo, excluidos los brazos, está realizado en un solo bloque de madera de sauce y la cruz de la que cuelga es de abeto. Para hacer que el color fuera más estable, se extendió un lienzo de lino y se insertaron cordones debajo para resaltar las venas y hacer que el ícono fuera más realista.  Aunque no existen fuentes sobre el encargo, gracias a los análisis realizados durante la última restauración, se puede datar el icono de origen nórdico en torno a mediados del siglo XIV. En torno a esta figura sagrada nacieron diversas leyendas; Históricamente se sabe que el crucifijo procedía de Iesi y fue capturado cerca de la isla de los frailes dominicos tras el naufragio del barco en el que se embarcaba.
La veneración del Cristo de San Domenico es profundamente sentida por los pescadores de Chioggia, que también pintaban miniaturas de él en sus barcos. El crucifijo fue llevado en procesión por las calles de la ciudad y en la laguna en diversas ocasiones entre los siglos XIX y XX. El más recordado fue el primero, el de 1814, en el que, para poder salir del portal de la iglesia, fue necesario derribar parte de la fachada. Posteriormente se utilizó un carro cardán para poder plegarlo y sacarlo más fácilmente.   Organo  Los primeros informes de trabajos de restauración se remontan a 1903 por parte de la empresa Domenico Malvestio. En 1988 tuvo lugar la última restauración y puesta a punto por el especialista Livio Volpato de Padua.
La iglesia conserva en la capilla situada a la derecha, junto a la entrada, unos cuarenta exvotos, llamados ''tolèle'' en el dialecto local, tablillas de madera encargadas a pintores locales por quienes habían recibido una gracia. Las escenas representadas suelen ser de naufragios de barcos de pesca, con imágenes de Cristo y la Virgen del Rosario o de San Vincenzo da Ferrer, en quien solían confiar los marineros.